# Tongshan
Tongshan  (en chino, 通山; pinyin, Tōngshān) es un condado  bajo la administración directa de la Prefectura Xianning en la Provincia de Hubei, República Popular China.  Su área es de 2420 km² y su población total para 2010 superó los  mil habitantes. 

## Administración
Desde octubre de 2022, el  Condado Tongshan  se divide en 12 pueblos que se administran en 8 poblados y 4  villas.

## Toponimia
En el año 919, durante el período de las Cinco Dinastías (五代), en una zona montañosa para la ganadería, se construyeron fundiciones de hierro y se estableció el Poblado Yangshan (羊山镇 'montaña ganadera') para ser el centro de recaudación de impuestos. Posteriormente, en el 959,
durante la dinastía Tang del Sur, se renombró comoTongyang (通羊镇) nombre que preservaba la referencia ganadera original Yang (羊 'ganado') mientras incorporaba el carácter Tong (通 'conexión'), reflejando su creciente importancia como nudo comercial. En el 964,durante la dinastía Song, Tongyang fue promovido a condado y pasó a llamarse Tongshan (通山县), combinando los sinogramas de los poblados preexistentes.

## Historia
En noviembre de 1958, los condados Tongshan y Tongcheng (通城) se fusionaron al Condado Chongyang. En marzo de 1959, el condado Tongshan fue restaurado, para ese momento era administrado por la  ciudad de Wuhan. En junio de 1965, pasó a ser administrado por  la entonces Prefectura  Xianning (咸宁地区).